# نبرد کوئینستن هایتس
نبرد کوئینستن هایتس (انگلیسی: Battle of Queenston Heights) اولین نبرد بزرگ از سری جنگ‌های موسوم به جنگ ۱۸۱۲ می‌باشد که منجر به پیروزی بریتانیا گردید، این درگیری در تاریخ ۱۳ اکتبر سال ۱۸۱۲ و در نزدیکی کوئینستن هایتس کانادای علیا (استان انتاریو امروزی) رخ داد
نیروهای دائمی و آماده به خدمت ایالات متحده به همراه شبه‌نظامیان نیویورک تحت رهبری ژنرال استفن ون رنسلر به مصاف ارتش دائمی بریتانیا، شبه‌نظامیان یورک و لینکلن و همینطور جنگجویان موهاک به رهبری ژنرال آیزاک بروک و ژنرال راجر هال شیف رفتند، ژنرال شیف پس از مرگ بروک رهبری را بر عهده گرفته بود

## نگارخانه

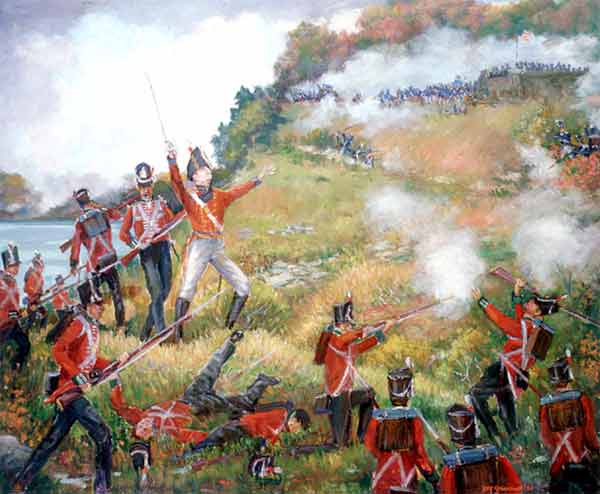
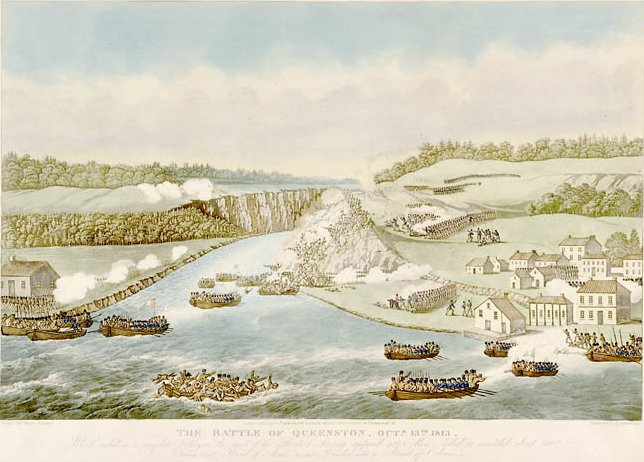
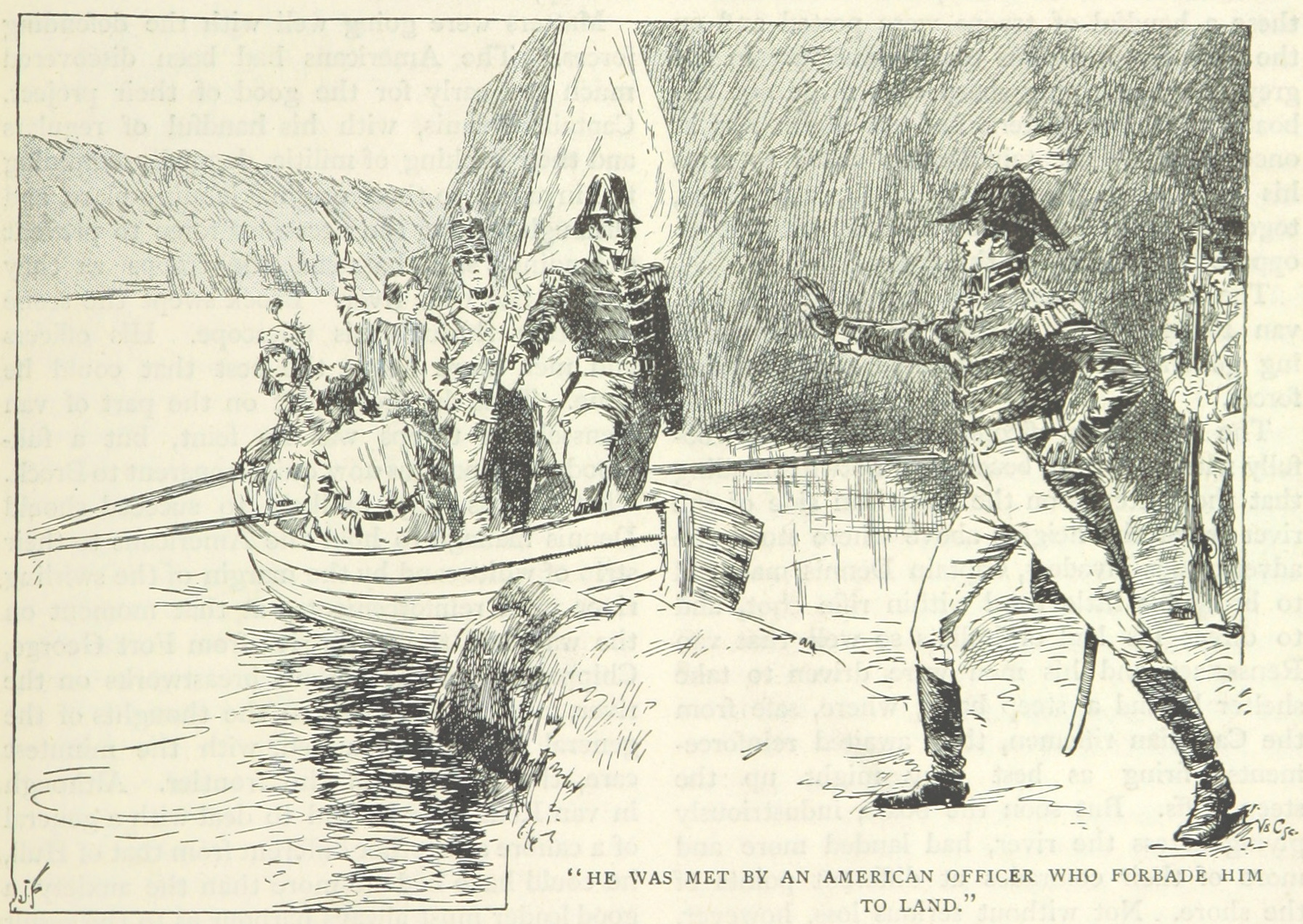